# Şampiyon
Şampiyon è un serial televisivo drammatico turco composto da 34 puntate, trasmesso su TRT 1 dal 12 settembre 2019 al 13 agosto 2020. È diretto da Devrim Yalçin e Ketche, scritto da Alphan Dikmen e Başak Angigün, prodotto da BSK Yapım ed ha come protagonisti Tolgahan Sayışman e Yıldız Çağrı Atiksoy. La serie racconta la storia di un bambino orfano e della lotta di un pugile contro le dure leggi della vita.

## Trama
Il pugile di Artvin Farat Bölükbaşı, soprannominato "Kafkas", combatte contro un pugile con una malattia cardiaca nella finale di boxe. Fırat diventa il campione dopo aver sconfitto il pugile malato, che muore sul ring.

## Episodi
| Stagione       | Episodi | Prima TV Turchia | Prima TV Italia |
| -------------- | ------- | ---------------- | --------------- |
| Prima stagione | 34      | 2019-2020        | inedita         |

### Prima stagione (2019-2020)
| n° | Titolo originale | Prima TV Turchia  |
| -- | ---------------- | ----------------- |
| 1  | 1. Bölüm         | 12 settembre 2019 |
| 2  | 2. Bölüm         | 19 settembre 2019 |
| 3  | 3. Bölüm         | 26 settembre 2019 |
| 4  | 4. Bölüm         | 3 ottobre 2019    |
| 5  | 5. Bölüm         | 10 ottobre 2019   |
| 6  | 6. Bölüm         | 17 ottobre 2019   |
| 7  | 7. Bölüm         | 3 novembre 2019   |
| 8  | 8. Bölüm         | 10 novembre 2019  |
| 9  | 9. Bölüm         | 17 novembre 2019  |
| 10 | 10. Bölüm        | 24 novembre 2019  |
| 11 | 11. Bölüm        | 1º dicembre 2019  |
| 12 | 12. Bölüm        | 8 dicembre 2019   |
| 13 | 13. Bölüm        | 15 dicembre 2019  |
| 14 | 14. Bölüm        | 22 dicembre 2019  |
| 15 | 15. Bölüm        | 5 gennaio 2020    |
| 16 | 16. Bölüm        | 12 gennaio 2020   |
| 17 | 17. Bölüm        | 19 gennaio 2020   |
| 18 | 18. Bölüm        | 26 gennaio 2020   |
| 19 | 19. Bölüm        | 2 febbraio 2020   |
| 20 | 20. Bölüm        | 9 febbraio 2020   |
| 21 | 21. Bölüm        | 16 febbraio 2020  |
| 22 | 22. Bölüm        | 1º marzo 2020     |
| 23 | 23. Bölüm        | 8 marzo 2020      |
| 24 | 24. Bölüm        | 15 marzo 2020     |
| 25 | 25. Bölüm        | 29 marzo 2020     |
| 26 | 26. Bölüm        | 18 giugno 2020    |
| 27 | 27. Bölüm        | 25 giugno 2020    |
| 28 | 28. Bölüm        | 2 luglio 2020     |
| 29 | 29. Bölüm        | 9 luglio 2020     |
| 30 | 30. Bölüm        | 16 luglio 2020    |
| 31 | 31. Bölüm        | 23 luglio 2020    |
| 32 | 32. Bölüm        | 30 luglio 2020    |
| 33 | 33. Bölüm        | 6 agosto 2020     |
| 34 | 34. Bölüm        | 13 agosto 2020    |

## Personaggi e interpreti
- Fırat "Kafkas" Bölükbaşı (episodi 1-34), interpretato da Tolgahan Sayışman.
- Suna (episodi 1-34), interpretata da Yıldız Çağrı Atiksoy.
- Yaman Günaltay (episodi 1-25), interpretato da Erdal Özyağcılar.
- Zafer Günaltay (episodi 1-34), interpretato da  Erkan Avcı.
- Güneş Bölükbaşı (episodi 1-34), interpretato da Emir Özyakışır.
- Neslihan Günaltay (episodi 1-34), interpretata da İlayda Alişan.
- Tansel (episodi 1-34), interpretato da Mehmet Bozdoğan.
- Mücella (episodi 1-34), interpretata da Bahar Süer.
- Elisa (episodi 1-34), interpretata da Gizem Karaca.
- Kado (episodi 2-6), interpretato da Burak Altay.
- Uraz (episodi 1-34), interpretato da Volkan Keskin.
- Kerem (episodi 1-34), interpretato da Halit Özgür Sarı.
- Harun (episodi 1-4, 6), interpretato da Vedat Erincin.
- Selvi (episodi 2-6), interpretato da Berna Koraltürk.
- Gülten (episodi 1-4), interpretata da Meltem Savcı.
- Serhat (episodi 1-25, 32-34), interpretato da Berk Yaygın.
- Derviş (episodi 1-34), interpretato da İştar Gökseven.
- Marcus Becker (episodi 19-24, 31-34), interpretato da Jens Grund.
- Eylül (episodi 1-4), interpretata da Deniz Durmaz.
- Şahin (episodi 3-6), interpretato da Şahin Kendirci.
- Combattente (episodi 1-3), interpretato da Faycal Attougui.
- Presentatore televisivo (episodi 27, 29-30), interpretato da Virgile Mangiavillano.
- Chip Morris (episodi 31-33), interpretato da Kenneth Fine.
- Alim (episodio 7), interpretato da Ugur Ercan.
- Poliziotto (episodio 30), interpretato da Kerem Akin.
- Commissario (episodio 17), interpretato da Mesut Aslan.

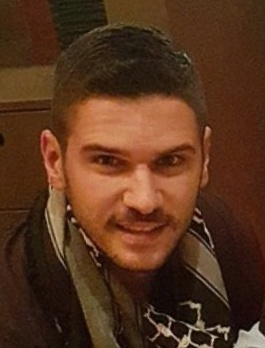
Tolgahan Sayışman interpreta Fırat "Kafkas" Bölükbaşı
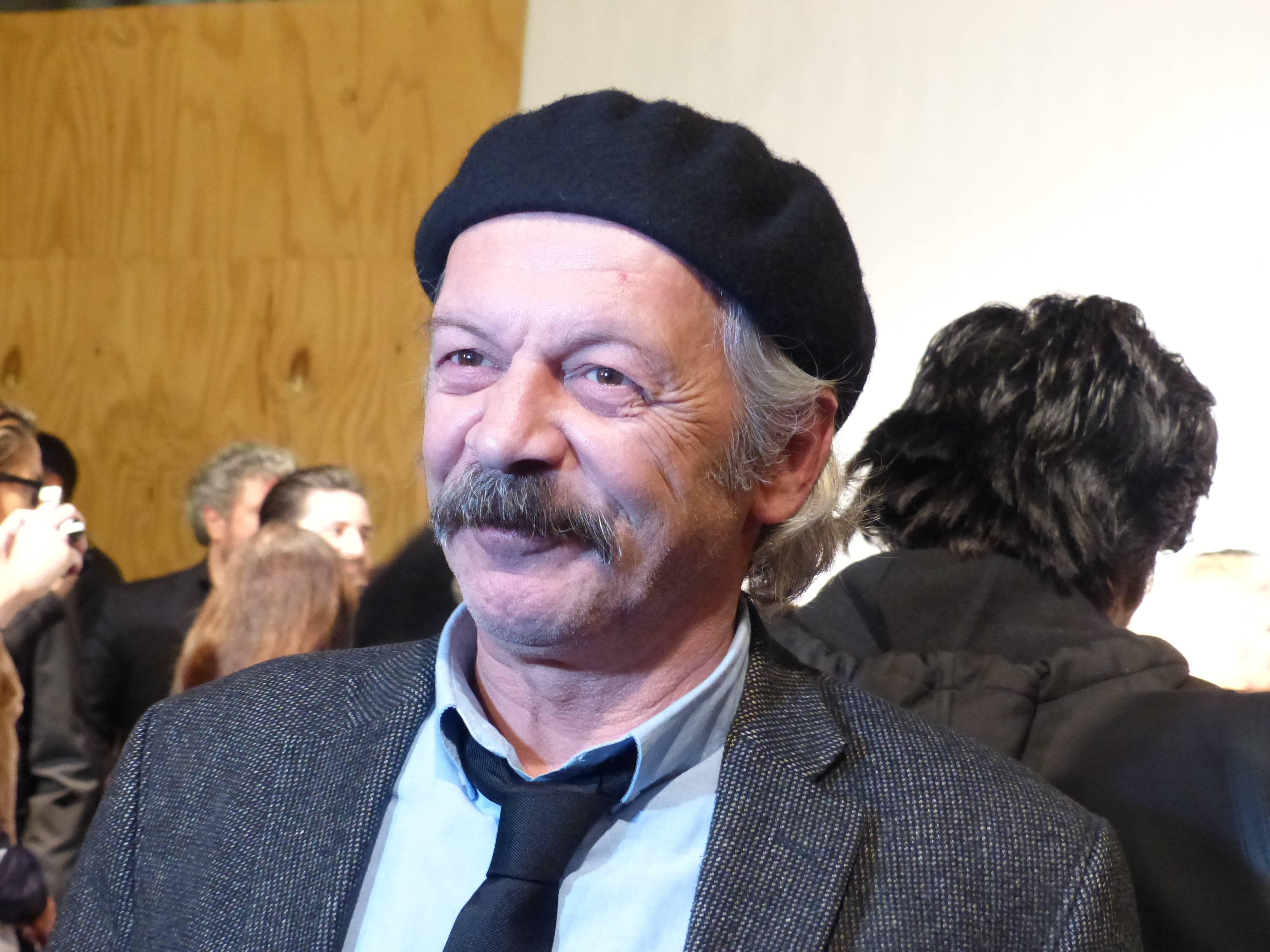
Vedat Erincin interpreta Harun

## Produzione
La serie è diretta da Devrim Yalçin e Ketche, scritta da Alphan Dikmen e Başak Angigün e prodotta da BSK Yapım.

### Riprese
Le riprese della serie sono state effettuate a Istanbul, in particolare nel quartiere antico di Balat (a Fatih) e nel distretto di Beykoz, mentre i primi episodi sono stati girati ad Artvin.

## Riconoscimenti
International Izmir Film Festival
- 2020: Candidatura come Miglior attore in una serie televisiva per Şampiyon
- 2020: Candidatura come Miglior attore in una serie televisiva a Tolgahan Sayışman
- 2020: Candidatura come Miglior attrice in una serie televisiva a Yildiz Çagri Atiksoy.
- 2020: Candidatura come Miglior regista in una serie televisiva a Devrim Yalçin e Ketche
- 2020: Candidatura come Miglior sceneggiatura in una serie televisiva ad Alphan Dikmen e Başak Angigün
- 2020: Candidatura come Miglior attrice non protagonista in una serie televisiva a Gizem Karaca
- 2020: Candidatura come Miglior attore non protagonista in una serie televisiva a Erdal Özyağcılar

Pantene Golden Butterfly Awards
- 2019: Candidatura come Miglior attore bambino ad Emir Özyakışır